# Hoplandria pulchra
Hoplandria pulchra är en skalbaggsart som beskrevs av Ernst Gustav Kraatz 1857. Hoplandria pulchra ingår i släktet Hoplandria och familjen kortvingar. Inga underarter finns listade i Catalogue of Life.